# Братское сельское поселение (Усть-Лабинский район)
Братское сельское поселение — муниципальное образование в Усть-Лабинском районе Краснодарского края России.
В рамках административно-территориального устройства Краснодарского края ему соответствует  Братский сельский округ.
Административный центр — хутор Братский.

## Население
| 2010  | 2012  | 2013  | 2014  | 2015  | 2016  | 2017  |
| ----- | ----- | ----- | ----- | ----- | ----- | ----- |
| 5191  | ↗5196 | ↘5173 | ↘5169 | ↘5140 | ↘5108 | ↘5067 |
| 2018  | 2019  | 2020  | 2021  | 2023  |       |       |
| ↘4975 | ↘4930 | ↘4917 | ↗4987 | ↘4882 |       |       |

## Населённые пункты
В состав сельского поселения (сельского округа) входят 9 населённых пунктов:
| № | Населённый пункт | Тип населённого пункта | Население (чел.) |
| - | ---------------- | ---------------------- | ---------------- |
| 1 | Болгов           | хутор                  | ↗1911            |
| 2 | Братский         | хутор                  | ↗1452            |
| 3 | Калининский      | хутор                  | ↘621             |
| 4 | Новоекатериновка | хутор                  | ↗177             |
| 5 | Новосёловка      | хутор                  | ↘164             |
| 6 | Саратовский      | хутор                  | ↘559             |
| 7 | Северский        | хутор                  | ↘24              |
| 8 | Семёнов          | хутор                  | ↘194             |
| 9 | Херсонский       | хутор                  | ↘89              |